# Tcpdump
In informatica tcpdump è un tool comune per il debug delle reti di computer che funziona da riga di comando. Consente all'utente di intercettare pacchetti e trasmissioni ad esempio nel protocollo TCP/IP condotti attraverso una rete al quale il computer è collegato. Fu originariamente scritto da Van Jacobson, Craig Leres e Steven McCanne, che lavoravano, in quel periodo, al Lawrence Berkeley National Laboratory Network Research Group (Gruppo di Ricerca per le reti del Laboratorio Lawrence di Berkeley).

## Caratteristiche
Tcpdump gira su molte piattaforme Unix-like: Linux, Solaris, BSD, macOS, HP-UX e AIX fra gli altri. In questi sistemi, tcpdump è sviluppato sulla base delle librerie per la cattura di pacchetti libpcap.
Su Windows può essere usato WinDump, un port di tcpdump per Windows.
Su Unix e molti altri sistemi operativi, un utente deve avere i privilegi di superutente per usare tcpdump a causa del suo utilizzo della modalità promiscua (sebbene possa essere configurato per non utilizzare l'interfaccia di cattura in questo modo attraverso il flag -p da riga di comando), ma anche a causa del fatto che vari schemi per la cattura dei pacchetti di rete (raw socket, periferiche speciali, etc.) richiedono privilegi di root.
L'utente può opzionalmente applicare un qualsiasi numero di filtri bpf-based per rendere l'output più leggibile in reti con un alto volume di traffico.

## Usi comuni di tcpdump
tcpdump viene comunemente utilizzato:
- per il debugging di applicazioni scritte che utilizzano la rete per le comunicazioni;
- per il debugging della configurazione di rete in sé, determinando se tutti gli instradamenti necessari avvengono correttamente o meno, consentendo all'utente di isolare successivamente la sorgente del problema;
- per intercettare e visualizzare le comunicazioni di un altro utente o computer. Alcuni protocolli, come telnet e HTTP, trasmettono informazioni non cifrate attraverso la Rete. Un utente con controllo di un router o gateway attraverso il quale passa il traffico non cifrato di altri computer può usare tcpdump per vedere i login ID, le password, gli URL e i contenuti dei siti web che sono stati visitati, o qualsiasi altra informazione.